# Orca (Screenreader)
Orca ist ein Open-Source-Screenreader für die Desktop-Umgebung Gnome. Er ist in den meisten GNU/Linux-Distributionen wie beispielsweise openSUSE, Ubuntu, Fedora, aber auch unter openSolaris enthalten. Auch wenn Orca nicht der erste Screenreader für eine der grafischen Oberflächen unter Linux ist, so hat er sich als einziger etabliert und erscheint seit 2005 mit jeder Freigabe von GNOME.
Orca arbeitet mit dem Braillezeilensteuerungsprogramm BrlTTY zusammen, um serielle, USB- und Bluetooth-Braillezeilen ansteuern zu können. Orca bezieht seine Daten aus der Assistive Technology Service Provider Interface (AT-SPI). Es interagiert daher grundsätzlich mit allen Anwendungen, die ihre Oberfläche über AT-SPI zugänglich machen wie bspw. Adobe Reader, Eclipse, Mozilla Thunderbird oder OpenOffice.org. Die aktuelle stabile Version von Orca hängt immer von der aktuellen GNOME-Version ab.
Der Name von Orca nimmt Bezug auf das populäre proprietäre Konkurrenzprodukt JAWS: Jaws ist der Originaltitel des Films Der weiße Hai; dort ist Orca der Name des Boots, mit dem Jagd auf den Hai gemacht wird, benannt nach dem einzigen natürlichen Feind des weißen Hais, dem Großen Schwertwal. Auch andere bedeutende Screenreader bzw. deren Hersteller sind ähnlich nach Meeresgetier benannt wie Flipper oder Dolphin.

## Geschichte
Die erste Version von Orca wurde offiziell im November 2005 vorgestellt. Zuvor hatte Sun Microsystems beschlossen, das Engagement im Gnome-Projekt zu erweitern und einen freien Screenreader für GNOME zu entwickeln. Marc Mulcahy, ein blinder Programmierer bei Sun, erarbeitete den ersten lauffähigen Prototyp. Im Januar 2010 wurde Sun Microsystems durch Oracle übernommen. Im Zuge der firmeninternen Umstrukturierung wurde auch die Entwicklung von Orca eingestellt. Offene Briefe aus der Gemeinschaft wurden von Oracle nicht beantwortet. Orca wurde schließlich zu einem Gemeinschaftsprojekt, welches von Freiwilligen verwaltet, entwickelt und übersetzt wird.

## Funktionalität und Funktionsweise

### Sprachausgabe
Orca nutzt standardmäßig eine freie Sprachausgabe, eSpeak. Sprachausgaben werden unter Orca mit Sprachmodulen angesteuert, sogenannten Backends.
Orca nutzt zur Ansteuerung für Sprachausgaben drei verschiedene Module:
- Emacspeak
- Gnome Speech[6] (veraltet)
- Speech Dispatcher[7]

Man kann mit Orca auch kostenpflichtige Synthesizer verwenden, wie zum Beispiel IBM ViaVoice. Solche externen Sprachausgaben werden dann meistens mit dem Speech Dispatcher angesteuert.

### Brailleausgabe
Orca kann über den Bildschirmleser BrlTTY angesteuert werden. Dabei fungiert BrlTTY als Ansteuerungsprogramm für die Braillezeilen, d. h., es stellt die Treiber zur Verfügung. Angesteuert wird BrlTTY von Orca über die BRLapi, ein Ansteuerungsprotokoll für BrlTTY.
Orca gibt die Inhalte des Bildschirms auf der Braillezeile mit Kontext aus. So findet man in der Menüleiste neben  dem Wort „Datei“ auch „menu“ bzw. „mnu“ (je nach Ausführlichkeitseinstellung). Dies erlaubt eine bessere Übersicht über den Bildschirminhalt.  Weiterhin kann Orca Text auch in Kurzschrift anzeigen und in neueren Versionen auch gesprochene Meldungen auf der Braillezeile ausgeben.

### Vergrößerung
Orca kann auch eine Bildschirmvergrößerung für stark Sehgeschädigte bereitstellen. Dort kann der Nutzer den Vergrößerungsgrad, den Kontrast, die Farbeinstellungen und einiges mehr festlegen. Hierfür sollte ein Rechner mit mehr als 512 MB RAM bereitstehen, da es sonst zum Ruckeln des Bildes kommen könnte.